# Tianjin Huali Motor

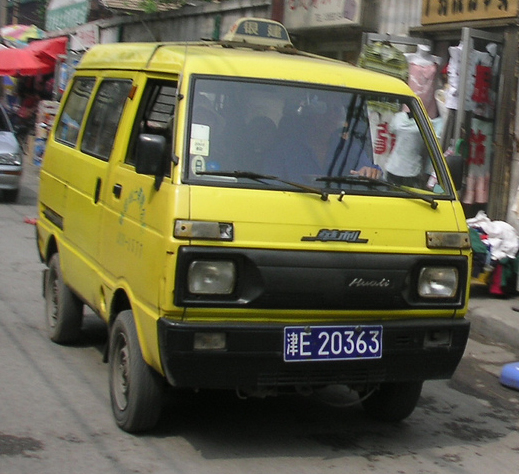
Tianjin Huali

Tianjin Huali Motor war ein Hersteller von Automobilen aus der Volksrepublik China.

## Unternehmensgeschichte
Das Unternehmen hatte seinen Sitz in Tianjin. Es gehörte zur TAIC Holding. Die älteste bekannte Erwähnung ist von 1983. 1984 begann die Produktion von Automobilen. Der Markenname lautete Tianjin, möglicherweise mit dem Zusatz Huali. Es bestand eine Verbindung mit Daihatsu.
Nach Angaben des Unternehmens wurden Fahrzeuge nach Uruguay, Argentinien, Ägypten, Kolumbien und Italien exportiert.
Im Dezember 2002 übernahm die China FAW Group 75 % der Anteile. Der Rest verblieb bei der Lion Group aus Malaysia. Die neue Gesellschaft hieß FAW Huali (Tianjin) Motor.

## Fahrzeuge
Im Angebot standen kleine Nutzfahrzeuge. Zwischen 1984 und 1989 entstand der TJ110 nach einer Lizenz des Daihatsu Hijet der Bauzeit 1981–1986.
Darauf folgten TJ6350, TJ6320 und TJ1010 als Minivans sowie TJ1010SL und TJ1013F als Pick-ups.
1998 ergänzten der TJ6330 als Minivan und die TJ1010FL und TJ1010FLA als Pick-up das Sortiment.
Die beiden letztgenannten Modellreihen standen bis 2002 im Sortiment.

## Produktionszahlen
2000 wurden 11.865 Fahrzeuge gefertigt. In den beiden Folgejahren waren es 5966 und 2330.